# Colaulus erugus
Colaulus erugus là một loài tò vò trong họ Ichneumonidae.